# Crossosomataceae
Die Crossosomataceae sind eine Pflanzen-Familie und namensgebend für die Ordnung Crossosomatales. Sie besteht aus vier Gattungen und ist auf den Südwesten Nordamerikas beschränkt.

## Beschreibung

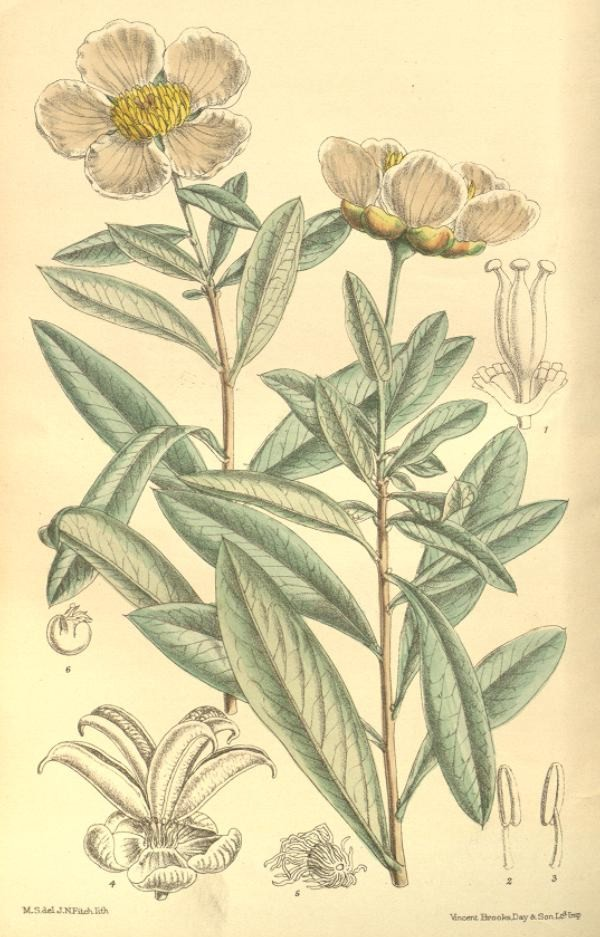
Crossosoma californicum, Illustration

Die Crossosomataceae sind laubwerfende, stark verzweigte Sträucher. Die Blattstellung ist spiralig oder gegenständig. Die Blätter sind eher klein (unter fünf Zentimeter), die Nebenblätter ebenso oder fehlend.
Die Xylemgefäße besitzen einfache Perforationen.
Die Blütenentspringen einzeln in den Blattachseln. In den Blüten sind Kelch und Krone unterschiedlich ausgeprägt und in der Regel zwittrig. Es gibt auch ein Hypanthium, aber keine Nektarien. Die Blüten sind (drei) vier- bis fünf- (sechs)zählig. Die Kronblätter sind weiß, genagelt, spatelförmig oder rund. Es gibt vier bis viele Staubblätter, die dem Kelch gegenüberstehen. Die Tapetum-Zellen sind polyploid. Der Pollen ist aperturat (mit zwei bis drei Aperturen) und colporat, sowie zweizellig. Der Fruchtknoten besteht aus einem bis fünf (neun) Fruchtblättern. Die (ein) zwei bis vielen Samenanlagen pro Fruchtblatt sind amphitrop oder campylotrop. Das Archespor ist vielzellig. Die Griffel sind kurz.
Die Balgfrucht ist ledrig und öffnet sich an beiden Seiten. Die Samen sind braun bis schwarz und besitzen einen fransigen Arillus und ein dünnes bis dickes, öliges Endosperm. Der Embryo ist gut differenziert. Die Keimung erfolgt epigäisch.
Die Chromosomengrundzahl beträgt x = 6. An Inhaltsstoffen sind Inulin und Ellagsäure bekannt. Häufig treten im Blattmesophyll gelbe, nadelförmige Kristalle aus Kalziumoxalat auf.

## Verbreitung
Die Familie ist nur in den gemäßigten bis subtropischen Gebieten der Neotropis verbreitet. Sie kommt ariden Gebieten in den westlichen und südwestlichen USA und in Mexiko vor.

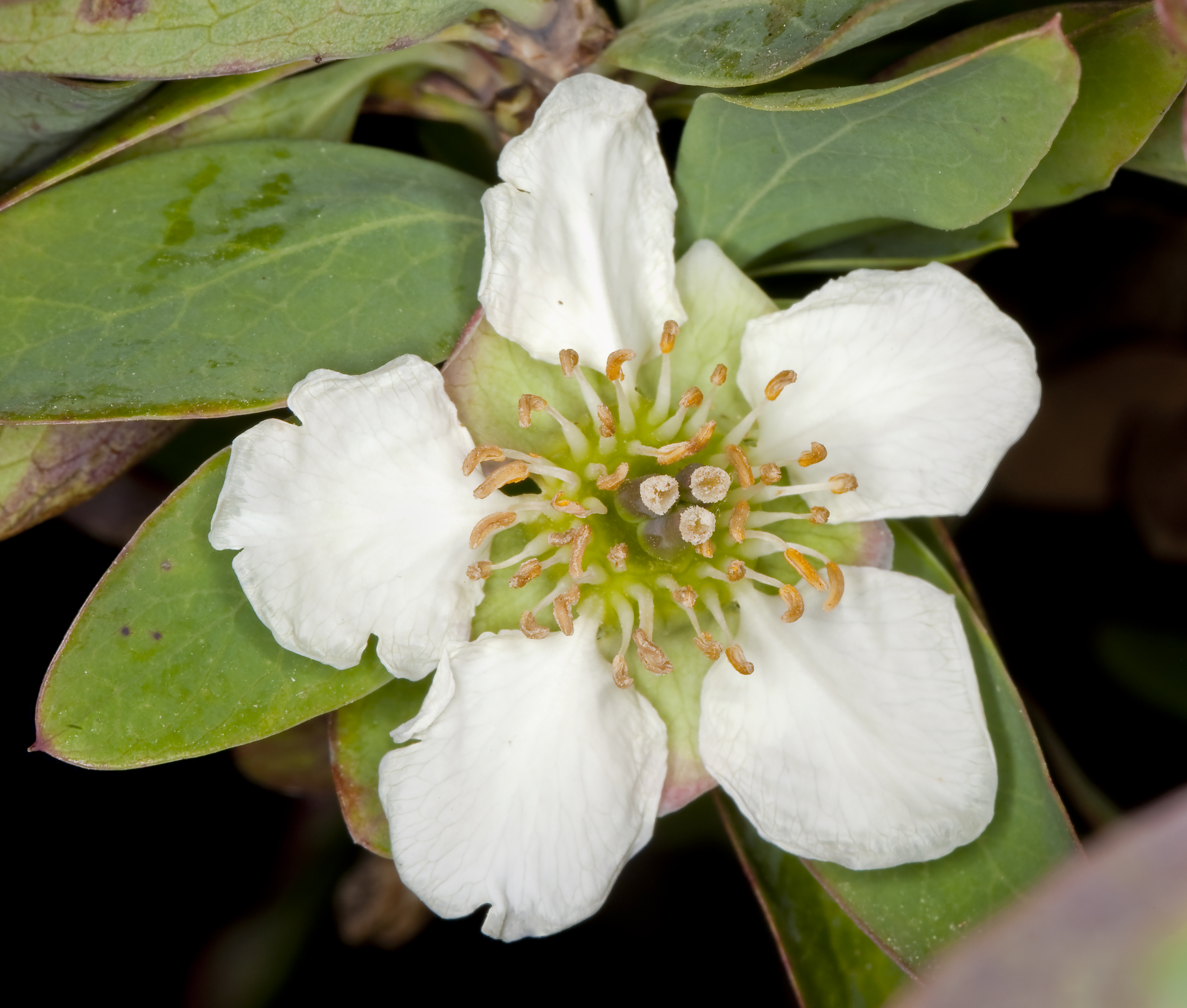
Crossosoma californicum

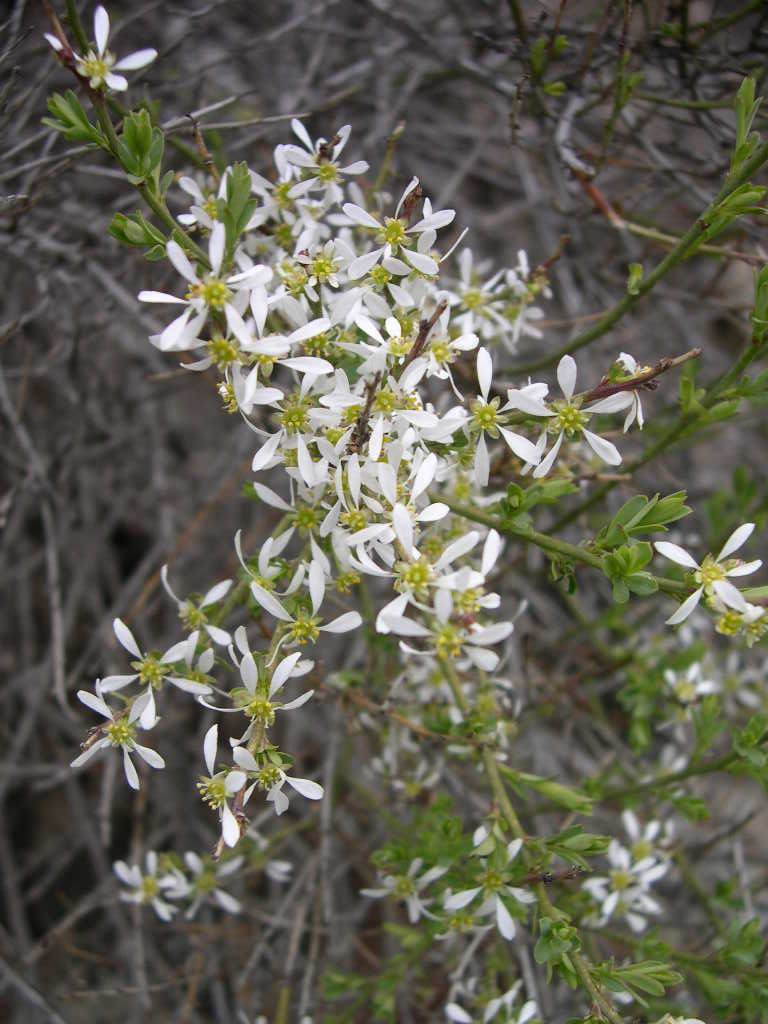
Glossopetalon spinescens

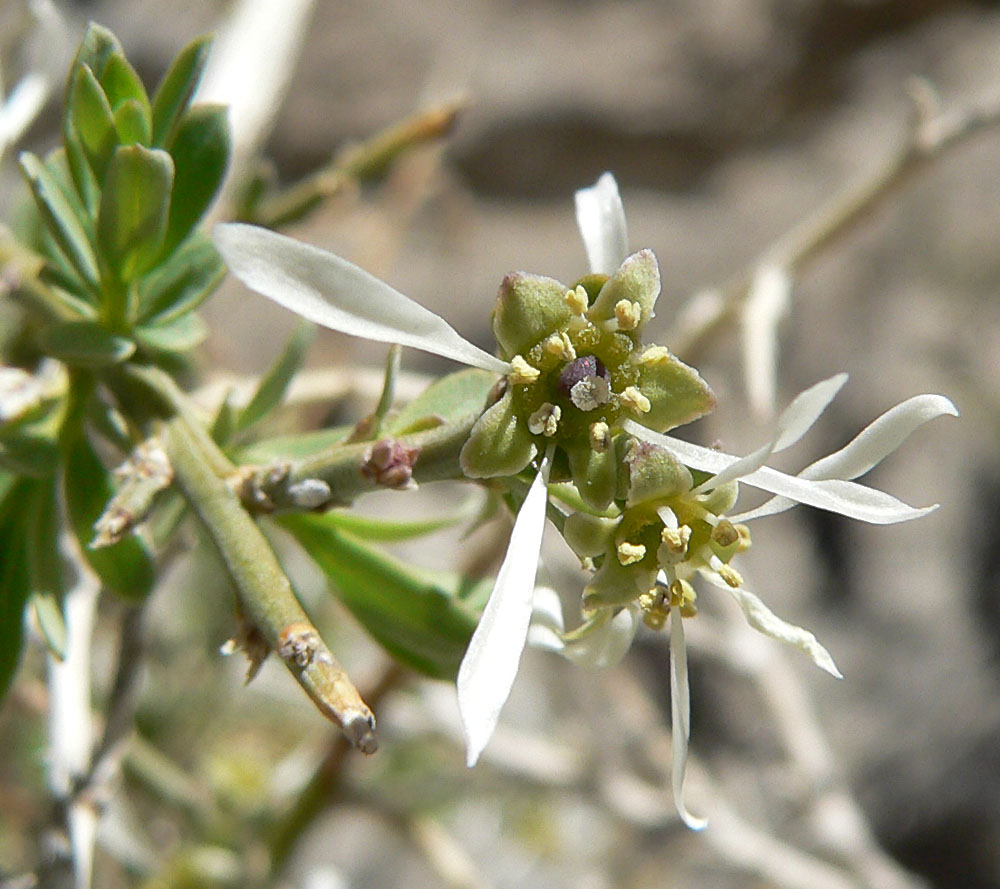
Glossopetalon spinescens var. aridum

## Systematik
Die Familie wurde 1897 von Adolf Engler erstbeschrieben (Die Natürlichen Pflanzenfamilien Nachtr. 1: 185. 1897).
Früher wurde die Familie in die Ordnung der Rosenartigen (Rosales) gestellt oder auch als Schwestergruppe der Geraniaceae angesehen. Heute werden sie in die relativ neue Ordnung Crossosomatales gestellt. Die Crossosomataceae sind die Schwestergruppe der Stachyuraceae. Beide haben folgende gemeinsame Merkmale: Keine Kristalle/Drusen in den Blüten; X-förmige Antheren; sklerotische Testa. Die beiden Gruppen trennten sich vor rund 68 ± 10 Millionen Jahren. Eine Studie aus dem Jahr 2003 hat die Monophylie der Familie bestätigt.
Es gibt vier Gattungen:    
- Apacheria C.T.Mason: Mit nur einer Art:
  - Apacheria chiricahuensis C.T.Mason: Sie kommt in Arizona und in New Mexico vor in Höhenlagen zwischen 1700 und 2100 Metern.[2]
- Crossosoma Nutt.: Mit zwei Arten[2]:
  - Crossosoma bigelovii S. Watson: Sie kommt in Arizona, Kalifornien, Nevada und in den mexikanischen Bundesstaaten Baja California, Chihuahua und Sonora vor.[2]
  - Crossosoma californicum Nuttall: Sie kommt in Kalifornien und im mexikanischen Baja California vor.[2]
- Glossopetalon A.Gray (inkl. Forsellesia Greene): Mit etwa 4 Arten:[2]
  - Glossopetalon clokeyi (Ensign) H. St. John (Syn.: Forsellesia clokeyi Ensign): Sie kommt in Nevada in Höhenlagen zwischen 2100 und 3000 Metern vor.[2]
  - Glossopetalon pungens Brandegee (Syn.: Forsellesia pungens (Brandegee) A. Heller): Sie kommt in Nevada und in Kalifornien vor.[2]
  - Glossopetalon spinescens A. Gray (Syn.: Forsellesia spinescens (A. Gray) Greene): Sie kommt in sechs Varietäten in den westlichen Vereinigten Staaten und in Mexiko vor.[2]
  -  Glossopetalon texense (Ensign) H. St. John (Syn.: Forsellesia texensis Ensign): Sie kommt in Texas vor.[2]
- Velascoa Calderón & Rzed.: Mit nur einer Art:
  - Velascoa recondita Calderón & Rzed.: Sie kommt im nordöstlichen mexikanischen Bundesstaat Querétaro vor.[2][3]